# 奧蘭治 (麻薩諸塞州普查規定居民點)
奧蘭治（英語：Orange）是位於美國麻薩諸塞州富蘭克林縣的一個普查規定居民點。

## 人口
根據2020年美國人口普查的數據，奧蘭治的面積為15.69平方千米，當中陸地面積為15.52平方千米，而水域面積為0.17平方千米。當地共有人口3636人，而人口密度為每平方千米231.74人。